# Regionaal Landschap Noord-Hageland
Regionaal Landschap Noord-Hageland is een Regionaal Landschap in het Hageland in Vlaanderen. Het regionaal landschap omvat elf gemeenten: Aarschot, Tremelo, Tielt-Winge, Scherpenheuvel-Zichem, Rotselaar, Lubbeek, Keerbergen, Holsbeek, Diest, Bekkevoort, Begijnendijk. Het gebied omvat Hagelandse ijzerzandsteenheuvels en de valleien van de Demer, Laak, Winge, Motte en Begijnenbeek.